# Stanisław Barańczak
Stanisław Barańczak, né le 13 novembre 1946 à Poznań, et mort le 26 décembre 2014  à Boston, est un poète, traducteur, essayiste et critique littéraire polonais. Pour échapper à la censure, il utilisait des pseudonymes comme Barbara Stawiczak, Szczęsny Dzierżankiewicz et Feliks Trzymałko.

## Biographie
Stanisław Barańczak fait ses études à Poznań au lycée Karol Marcinkowski et à l'université Adam Mickiewicz en étudiant la philologie polonaise.
Il est membre du PZPR (parti communiste polonais) de 1967 à 1969. En 1974, il soutient sa thèse de doctorat sur la poésie de Miron Białoszewski.
Comme poète, il débute dans la revue "Odra" en 1965.
Trois ans plus tard, il publie son premier livre de poésie "Korekta twarzy" (La correction du visage).
En 1972, il obtient le Prix Kościelski décerné chaque année par une fondation installée en Suisse à un jeune écrivain polonais.
En 1975, il signe la "lettre des 59" contre le régime communiste en Pologne et exigeant la liberté de travail, de conscience, de religion, d'expression et d'information. Il participe à la création du KOR (Comité de défense des ouvriers). Pendant quelques années, il travaille à l'université Adam Mickiewicz mais en 1977, il en est licencié. Après la fondation de Solidarność en 1980, il en devient membre. Grâce aux succès des protestations, il revient à l'université avant d'accepter une offre d'emploi à l'université Harvard, mais il tombe malade de la maladie de Parkinson.
En Pologne, il publie huit tomes de poésie, reproduits clandestinement sur duplicateur et diffusés parmi les membres des syndicats.
En 1981, la Pologne passe sous le régime de la loi martiale, nouvelle étape du combat des autorités communistes contre l'opposition. Barańczak écrit aux États-Unis ses essais sur la littérature polonaise sous le communisme, notamment sur la poésie de Zbigniew Herbert ou les études "Etyka i poetyka" (L'Éthique et la Poétique).
En 1983, il participe à la création de "Zeszyty Literackie (pl)" (Cahiers littéraires) créés par Barbara Toruńczyk (pl) chez Kultura de Jerzy Giedroyc) à Paris dont il est toujours rédacteur et en 1986 il devient aussi le chef de "Polish Review" à New York.
Parmi les livres de poésie publiés après la chute du communisme en Pologne, il y a aussi "Chirurgiczna precyzja" (La Précision chirurgicale) récompensée par le prix littéraire polonais le plus prestigieux, le prix Nike en 1998.
Il est le frère de Małgorzata Musierowicz (pl) écrivaine polonaise pour la jeunesse.

## Poésie
La poésie de Barańczak révèle une grande influence de la littérature anglaise dont il est traducteur.
Il traduisit la majeure partie des œuvres de William Shakespeare et grand nombre d'œuvres des poètes métaphysiques anglais du XVIIe siècle.
Les poèmes de Barańczak reposent sur une poétique qui révèle une grande richesse et diversité de formes (le poème "Południe" - Midi).
Cette exigence ne l'empêche pas d'écrire des poèmes et des chants anticommunistes très populaires pendant les années 1970 et après.
Telles sont les "traductions de la musique" de Franz Schubert. Les chants originellement composés pour les textes de Wilhelm Müller Barańczak réinventent poétiquement ses propres textes. C'est une réinvention comparable par exemple à la "traduction de Chopin" chez d'autres poètes (par exemple Kornel Ujejski en polonais où Jean Loysel en français). Cette invention des formes reposant sur ses propres sentiments et son expérience personnelle de la vie constitue le propre de la poésie de Barańczak.

## Livres poétiques et essais
- 1968 Korekta twarzy
- 1970 Jednym tchem
- 1971 Nieufni i zadufani. Romantyzm i klasycyzm w młodej poezji lat sześćdziesiątych
- 1972 Dziennik poranny. Wiersze 1967-1971
- 1973 Ironia i harmonia. Szkice o najnowszej literaturze polskiej
- 1974 Język poetycki Mirona Białoszewskiego
- 1977 Ja wiem, że to niesłuszne. Wiersze z lat 1975-1976
- 1978 Sztuczne oddychanie
- 1979 Etyka i poetyka. Szkice
- 1980 Knebel i słowo. O literaturze krajowej w latach siedemdziesiątych
- 1980 Tryptyk z betonu, zmęczenia i śniegu
- 1981 Wiersze prawie zebrane
- 1981 Książki najgorsze
- 1981 Dziennik poranny. Poezje 1967-1981
- 1981 Bo tylko ten świat bólu...
- 1983 Czytelnik ubezwłasnowolniony. Perswazje w masowej kulturze literackiej PRL
- 1984 Uciekinier z Utopii. O poezji Zbigniewa Herberta
- 1986 Atlantyda i inne wiersze z lat 1981-1985
- 1988 Przed i po. Szkice o poezji krajowej przełomu lat siedemdziesiątych i osiemdziesiątych
- 1988 Widokówka z tego świata i inne rymy z lat 1986-1988
- 1990 Tablica z Macondo, albo osiemnaście prób wytłumaczenia sobie i innym po co i dlaczego się pisze
- 1991 Biografioły
- 1991 159 wierszy. 1968-1988
- 1994 Podróż zimowa
- 1995 Pegaz zdębiał
- 1996 Poezja i duch Uogólnienia. Wybór esejów 1970-1995
- 1998 Chirurgiczna precyzja

## Distinctions et honneurs
- Docteur honoris causa de l'université Jagellonne de Cracovie en 2006[2]
- Grand-croix de l'ordre Polonia Restituta, à titre posthume, en 2015[3]